# Yánnis Papaioánnou
Pour les articles homonymes, voir Papaioannou.
Yánnis Papaioánnou (en grec : Γιάννης Παπαϊωάννου, aussi romanisé Giannis Papaiannou ou Ioannis Papaioannou), était un musicien, compositeur et chanteur grec de rebetiko né le 18 janvier 1913 à Cios (actuelle Turquie) et décédé le 3 août 1972 en Grèce.
De 1936 à 1939, il joue presque toutes les nuits dans un club d'Athènes au sein d'une formation comprenant Markos Vamvakaris et Yórgos Bátis. Il continue de jouer après-guerre. Particulièrement productif au cours des années 1940, il écrit de nombreuses chansons dont certaines sont considérées de nos jours comme des « classiques » du rebetiko. Ses chansons les plus célèbres sont notamment « Πεντε Ελληνες στον Αδη » (Cinq Grecs en enfer), « Καπεταν Ανδρεας Ζεππος » (Le capitaine Andreas Zeppos), « Η Μοδιστρούλα », « Πριν το χάραμα μονάχος » (Seul, avant l'aube) et « Φοβάμαι μη σε χάσω ». Son style est assez semblable à celui de Markos Vamvakaris.
À la fin des années 1950 et au début des années 1960, alors que la musique grecque des tavernes évolue vers plus de modernisation (électrification des instruments, amplification...), Papaioánnou continue de jouer dans la tradition des années 1930 et 1940 dans quelques clubs athéniens devant un public plus restreint.
Gail Holst décrit Yánnis Papaioánnou comme « un échalas avec un nez recourbé et un sourire inquiétant ». Son sourire est aussi qualifié de « sourire de squelette dément ». Gail Holst rapporte par ailleurs que Papaioánnou aurait un jour déclaré « je n'ai jamais eu de voix ».
Yánnis Papaioánnou décède le 3 août 1972 dans un accident de voiture. Il est enterré à Kallithéa, au sud-ouest d'Athènes.